# William Deng Nhial
William Deng Nhial   (1929 - 5 de maig de 1968) fou un líder polític en la lluita per la independència de Sudan del Sud que fou assassinat el 1968 després de ser elegit diputat a les eleccions. Era d'origen dinka i va néixer a Tonj, a la llavors Regió de Bahr al-Ghazal.

## Biografia
Va treballar com a funcionari del govern. Poc després que l'exèrcit sota el general Ibrahim Abbud va prendre el poder el 1958, William Deng va haver de fugir a l'exili, com altres polítics del sud incloent-hi Saturnino Ohure, Joseph Oduho i Alexis Bakumba. Saturnino Ohure i Joseph Oduho van anar a Uganda i d'allí a Kinshasa, al llavors Zaire, on més tard se'ls va unir William Deng; alli van fundar (1962) la Sudan African Closed Districts National Union (SACDNU) o Unió Nacional dels Districtes Tancats Africans del Sudan (UNDTAS).
William Deng creia en el socialisme democràtic, i en la solidaritat dels sudanesos africans contra el colonialisme àrab. Aspirava a associació política amb gent sudanesa africana indígena de Nuba, Fur, Beja, Núbia, Ingesènia i altres parts del Sudan del Nord. William Deng i Joseph Oduho publicaven la primera declaració formal d'objectius del Sudan del Sud dins El Problema del Sudan del Sud (1962). En aquest paper advocaven a favor de la independència del sud no musulmà en relació al nord musulmà del Sudan.
El 1963 van retornar a Kampala on el moviment va agafar el nom de Sudan African National Union (SANU). Josep Oduho fou el primer president.
A Kampala, Deng va treballar amb els 60.000 refugiats sudanesos del sud que havien fugit cap al Zaire i Uganda. El tinent Joseph Lagu que havia desertat de l'exèrcit sudanès a petició d'Oduho, i havia iniciat el reagrupament dels grups guerrillers a Equatoria (1963) va formar el primer Anya-Anya (després conegut com a Anya-Anya I) i per la seva banda els grups guerrillers que va poder reunir Deng a la regió de Bahr al-Ghazal van restar inactius fins que van estar preparats i el gener de 1964 van atacar Wau manat pel seu cap Bernardino Mou, que fou capturat en l'acció, però que va suposar un bon proveïment d'armes i una dotzena de baixes enemigues. El 14 d'octubre de 1964 la convenció de la SANU a Kampala va començar les divisions entre Aggrey Jaden (escollit nou president) i Joseph Oduho (que va perdre per un vot). Jaden va nomenar a Ladu coronel i el va fer cap de l'Any-Anya mentre Oduho (que havia perdut per un vot) va formar la seva pròpia facció (1965), el Front d'Alliberament d'Azània. L'Anya-Anya fou de fet força independent dels polítics de Kampala i el 1971 va fundar el Moviment d'Alliberament del Sud del Sudan, que només conservava amb la SANU anomenada Exterior de Jaden una relació virtual.
La revolució d'octubre de 1964 va enderrocar a Abbud i es va restablir la democràcia. El febrer de 1965 William Deng Nhial va trencar amb el SANU de Kampala i va tornar al Sudan, provocant una nova escissió entre la SANU-Inside (Interior) i la SANU-Outside (Exterior). Deng va liderar la SANU-Inside (a l'Interior del Sudan) i Aggrey Jaden l'Exterior (del Sudan). Ladu va restar nominalment lleial a aquesta darrera. No obstant Deng va demanar la dissolució dels moviments armats ara que podien operar a l'interior del Sudan per vies pacífiques, i va insistir a competir a les eleccions. Stanislaus Paysama, el cap del Partit Liberal Sudista, li va aconsellar no formar un partit nou, sinó reactivar el Partit Lliberal Sudista, que encara tenia força suport popular, i presentar-se junts per aconseguir la màxima representació unitària. Al mateix temps es fundava un partit anomenat Front del Sud a Khartum, constituït per un grups de funcionaris civils, estudiants i professionals (pel que a vegades fou anomenat Front Professional del Sud) que si es presentava podia encara fraccionar més el vot. L'11 d'abril de 1965 el SANU fou registrat com a partit polític i al primer meeting hi van assistir 2000 persones.
William Deng Nhial no va escoltar al cap liberal i es va presentar, igual que va fer Stanislaus Paysama. Aquestes eleccions no es van celebrar al sud en la data prevista de 21 d'abril de 1967 sinó que foren ajornades a causa del conflicte i es van fer finalment el març de 1967. En aquest temps el govern nordista encapçalat per Muhammad Ahmad Mahgoub va dirigir una sèrie d'actes repressius al sud amb diverses violacions greus dels drets humans. La SANU finalment va treure 10 escons i els liberals només un. Els 11 diputats, però, van reclamar l'autonomia dins un estat federal. Malgrat la repressió William Deng va invertir un temps considerable i molts esforços en intentar convèncer els líders governamentals dels beneficis de resoldre el conflicte entre el nord i el sud. Assenyalava la veritat no desitjada que els soldats del nord aquarterats al sud podien dominar de dia, però no de nit. Si l'estancament de la situació s'acabava, els costos militars baixarien i el sud podria subministrar menjar al nord, amb excedent per a l'exportació. No va tenir èxit en els seus arguments.
Les següents eleccions foren el 1968 i el SANU va guanyar 15 escons mentre el Front del Sud (que aquesta vegada si es va presentar absorbint als liberals) n'obtenia 10 (el Partit Liberal Sudista com a tal ja no es va presentar). Deng fou escollit però fou assassinat al mateix moment que s'anunciava el resultat.

## Assassinat
En l'elecció de 1968, William Deng guanyava el seu escó de manera aclaparadora, però fou assassinat quan s'anunciaven els resultats junt amb altres membres del seu partit al comtat de Cueibet (modern estat de Lakes o Llacs en un lloc avui anomenat en la seva memòria com a William Bridge (Pont de William). Hi havia pocs dubtes que l'exèrcit en fou responsable, encara que el govern acusava als rebels. El govern va demanar una investigació, però mai no va publicar un informe sobre que havia passat. Segons Muhammad Omar Bashir, "L'assassinat de William Deng representava un gran contratemps en les relacions del Nord amb el Sud. La decisió de Deng de retornar al Sudan el 1965 assistir a la Conferència de Taula Rodona i la seva participació en aquest esdeveniment i en el Comitè dels Dotze Homes i la Conferència de Partits Polítics i la Comissió Constitucional Nacional fa que se li atorgui una contribució positiva a la cerca d'una solució del problema del Sud.
Després de la seva mort, William Deng fou enterrat a la seva ciutat natal a Tonj. Deng es considera ara un heroi nacional. Tanmateix, la seva tomba va caure en l'abandonament en part per utilitzar el lloc om abocador d'escombraries, i en part per a cerveseries locals. El maig de 2011 els residents a l'àrea immediata de la tomba se'ls donava l'avís d'un mes de temps per marxar de manera que el lloc es pogués netejar.
El seu fill Nhial Deng Nhial es va convertir més tard en un polític destacat en el Moviment d'Alliberament del Poble Sudanès, home de confiança de John Garang, i el desembre de 2008 fou nomenat ministre per afers del SPLA, equivalent a Ministre de Defensa.